# Refúgio des Cosmiques
O refúgio des Cosmiques (em francês significa "Refúgio dos Cósmicos") é um dos quatro refúgios de montanha dos percursos das Aiguilles de Chamonix, no maciço do Monte Branco, em França. Os outros três são os o Refúgio de l'Envers des Aiguilles, o Refúgio du Requin e o Refúgio du Plan de l'Aiguille.

## História
Este refúgio foi criado a pedido do físico francês Louis Leprince-Ringuet, nos anos 1930, a fim de dispor de um laboratório de altitude para estudar os raios cósmicos, e até 1990 foi gerido pelo Centre National de la Recherche Scientifique (CNRS), antes de passar ao Clube alpino francês, mas o nome persistiu.
A 23 de julho de 2012 dois dos astronautas que em 11 de maio de 2011 tinham posto em órbita o Espectômetro Magnético Alpha (AMS) a partir da nave espacial Endeavour, de visita ao CERN - onde se encontra o centro de controlo da experiência -, subiram a este refúgio tendo no local colocado uma placa comemorativa  dos 100 anos dos estudo dos raios cósmicos 
O refúgio é propriedade do Clube alpino francês.

## Características
- Altitude: 3613 m
- Capacidade: 120 pessoas

Só a 30 min do Teleférico de l'Aiguille du Midi, é só preciso descer a cresta da agulha e seguir a face sul.
No total, o refúgio pode ser utilizado para 19 percursos de esqui e snowboard, 38 de alpinismo na neve, gelo ou um misto dos dois e 21 de escalada rochosa.